# 武氏玉源
武氏玉源（越南语：／；1689年4月9日—1751年11月8日），一說名武氏玉媚，越南鄭阮紛爭時期鄭主鄭棡的妃子。
武氏玉源是海陽處唐安縣郿墅社（今屬海陽省平江縣）人，濬澤公武必做之女，正和十年（1689年）三月二十一日出生。初為昭媛（越南语：／），為鄭棡生下威南王鄭杠及明都王鄭楹，同時收養黎裕宗第三子黎維祳為養子。
永慶二年（1730年），繼位不久的鄭杠尊母親武氏為太妃。永佑元年（1735年），黎維祳繼位為帝，尊養母武氏玉源為懿功厚德莊行端儀匡運衍福弘猷裕澤崇基太慈國聖母。
由於鄭杠暴虐無道，不得人心。1740年，在武氏玉源的支持下，鄭杠被免職，傳位弟弟鄭楹。
景興十二年九月二十一日（1751年），武氏玉源去世，壽六十三歲，諡慈德，葬於瑞原縣（今紹化縣）金鑊社青章村，靖王鄭森移厝永祿縣本始社。